# Синявино (Калининградская область)
Синявино (до 1938 — Кампишкемен (нем. Kampischkehmen), до 1946 — Ангерек (нем. Angereck)) — посёлок в Гусевском городском округе Калининградской области.

## Власть
Входит в состав Гусевского городского поселения.

## Население
| 1910 | 1933 | 1939 | 2010 |
| ---- | ---- | ---- | ---- |
| 394  | ↘326 | ↗337 | ↘71  |

## История
В 1938 году Кампишкемен был переименован в Ангерек.
В 1946 году Ангерек был переименован в поселок Синявино.